# Koussa (rivière)
La Koussa (russe : Куса́, bachkir : Ҡуҫа) est un cours d'eau de Russie situé dans l'oblast de Tcheliabinsk qui se jette dans la rivière Aï à Koussa. Son cours est de 59 km et son bassin de 621 km 2. Sa source est à 442 m d'altitude et son embouchure à moins de 327 m d'altitude.

## Affluents
- 3,1 km: Saraïka
- 14 km: Bolchoï Navych
- 17 km: Bolchaïa Iouvajelga
- 20 km: Tchiornaïa
- 29 km: Izranda
- 36 km: Choumga Pervaïa
- 42 km: Choumga Vtoraïa

## Histoire
En 1956, des fragments d'une statue de Staline ont été jetés dans le réservoir de Koussa situé sur la rivière. Ils ont été découverts et retirés en 2018 lors de la vidange du réservoir.

## Données du registre de l'eau
D'après les données du registre d'État de l'eau de la fédération de Russie, la rivière appartient au bassin de la Kama, étant un affluent de l'Aï; le sous-bassin est celui de la Belaïa.
Son code en tant qu'objet du registre de l'eau est: 10010201012111100021597.